# Equação linear
Diz-se em matemática que uma equação polinomial a {\displaystyle n} indeterminadas da forma
{\displaystyle a_{n}X_{n}+a_{n-1}X_{n-1}+\cdots +a_{1}X_{1}+a_{0}=0_{A},}
em que os coeficientes {\displaystyle a_{0},a_{1},\ldots ,a_{n}} pertencem a um anel comutativo {\displaystyle A} e {\displaystyle 0_{A}\in A} é o nulo do anel, é uma equação linear sobre {\displaystyle A}. De outro modo, fixado um polinômio {\displaystyle p\in A[X_{1},\ldots ,X_{n}]} de grau um, 
{\displaystyle p=0_{A}}
é uma equação linear.
Uma equação linear pode não vir expressa na forma mais simples acima, muito embora seja sempre possível exprimi-la assim. Por exemplo, expressões da forma {\displaystyle p=a} e {\displaystyle p=q}, em que {\displaystyle p\in A[X_{1},\ldots ,X_{n}]}, {\displaystyle q\in A[X_{1},\ldots ,X_{m}]} e {\displaystyle a\in A}, são igualmente equações lineares; a primeira uma forma particular da segunda (tome para {\displaystyle q} o polinômio de grau 0 constante igual a {\displaystyle a}). Como {\displaystyle p-a} e {\displaystyle p-q} são polinômios, {\displaystyle p-a=0_{A}} e {\displaystyle p-q=0_{A}} são equações lineares reduzidas a forma mais simples.
Nem sempre uma equação linear sobre {\displaystyle A} possuirá solução sobre {\displaystyle A}, mas sempre possuirá solução em alguma extensão de {\displaystyle A}. Por exemplo, se {\displaystyle A} é um subanel de {\displaystyle \mathbb {R} }, toda equação linear sobre {\displaystyle A} possuirá solução em {\displaystyle \mathbb {R} }. Na verdade, para ser mais preciso, se {\displaystyle A} é um subanel de um subcorpo {\displaystyle \mathbb {K} } de {\displaystyle \mathbb {R} }, então toda equação linear sobre {\displaystyle A} possui solução em {\displaystyle \mathbb {K} }.
Equações lineares com coeficientes reais são de grande importância em física, engenharia e matemática aplicada. Muitos problemas modelados por equações não-lineares podem ser aproximados localmente por equações lineares. Realmente, essas áreas valem-se largamente do emprego de variedades, objetos geométricos que podem ser aproximados, localmente, por espaços euclideanos, objetos geométricos descritos corretamente por equações lineares.

## Equação linear homogênea
Se {\displaystyle p\in A[X_{1},\ldots ,X_{n}]} é um polinômio homogêneo de grau um, diz-se que {\displaystyle p=0_{A}} é uma equação linear homogênea. Neste caso, como o polinômio {\displaystyle p=a_{n}X_{n}+\cdots +a_{1}X_{1}+a_{0}} é homogêneo, tem-se
{\displaystyle a_{n}(tX_{n})+\cdots +a_{1}(tX_{1})+a_{0}=t(a_{n}X_{n}+\cdots +a_{1}X_{1}+a_{0})}
para qualquer {\displaystyle t} escolhido num subanel ou numa extensão de {\displaystyle A}. Em particular, pode-se escolher {\displaystyle t=0_{A}}. Assim, no caso em que {\displaystyle p} é homogêneo, obrigatoriamente {\displaystyle a_{0}=0_{A}}.
Sem dificuldade, verifica-se que 
{\displaystyle (X_{1},\ldots ,X_{n})=(0_{A},\ldots ,0_{A})}
é sempre uma solução de uma equação linear homogênea {\displaystyle a_{n}X_{n}+\cdots +a_{1}X_{1}=0_{A}} qualquer. Por outro lado, se {\displaystyle (X_{1},\ldots ,X_{n})=(0_{A},\ldots ,0_{A})} é solução da equação linear {\displaystyle a_{n}X_{n}+\cdots +a_{1}X_{1}+a_{0}=0_{A}}, então
{\displaystyle a_{n}0_{A}+\cdots +a_{1}0_{A}+a_{0}=a_{0}=0_{A},}
ou seja, a equação linear é homogênea. Segue assim a caracterização de equações lineares homogêneas:
Uma equação linear {\displaystyle a_{n}X_{n}+\cdots +a_{1}X_{1}+a_{0}=0_{A}} tem o coeficiente {\displaystyle a_{0}=0_{A}}, ou seja, é homogênea, se e somente se {\displaystyle (X_{1},\ldots ,X_{n})=(0_{A},\ldots ,0_{A})} é uma solução.
Uma equação linear homogênea {\displaystyle a_{n}X_{n}+\cdots +a_{1}X_{1}=0_{A}} tem as duas seguintes propriedades:
1. Se {\displaystyle (b_{1},\ldots ,b_{n})} e {\displaystyle (c_{1},\ldots ,c_{n})} são soluções da equação, então {\displaystyle (b_{1}+c_{1},\ldots ,b_{n}+c_{n})} também é uma solução da equação[4]; e
2. Se {\displaystyle (b_{1},\ldots ,b_{n})} é uma solução da equação e {\displaystyle c} uma constante, então {\displaystyle (cb_{1},\ldots ,cb_{n})} também é uma solução da equação[5].

Ademais, dada uma equação linear qualquer {\displaystyle a_{n}X_{n}+\cdots +a_{1}X_{1}+a_{0}=0_{A}}, se {\displaystyle (b_{1},\ldots ,b_{n})} é uma solução particular da equação, desde que {\displaystyle (c_{1},\ldots ,c_{n})} seja solução da equação linear homogênea associada {\displaystyle a_{n}X_{n}+\cdots +a_{1}X_{1}=0_{A}}, tem-se que {\displaystyle (b_{1}+c_{1},\ldots ,b_{n}+c_{n})} é também uma solução da equação.

## Equação linear a uma indeterminada

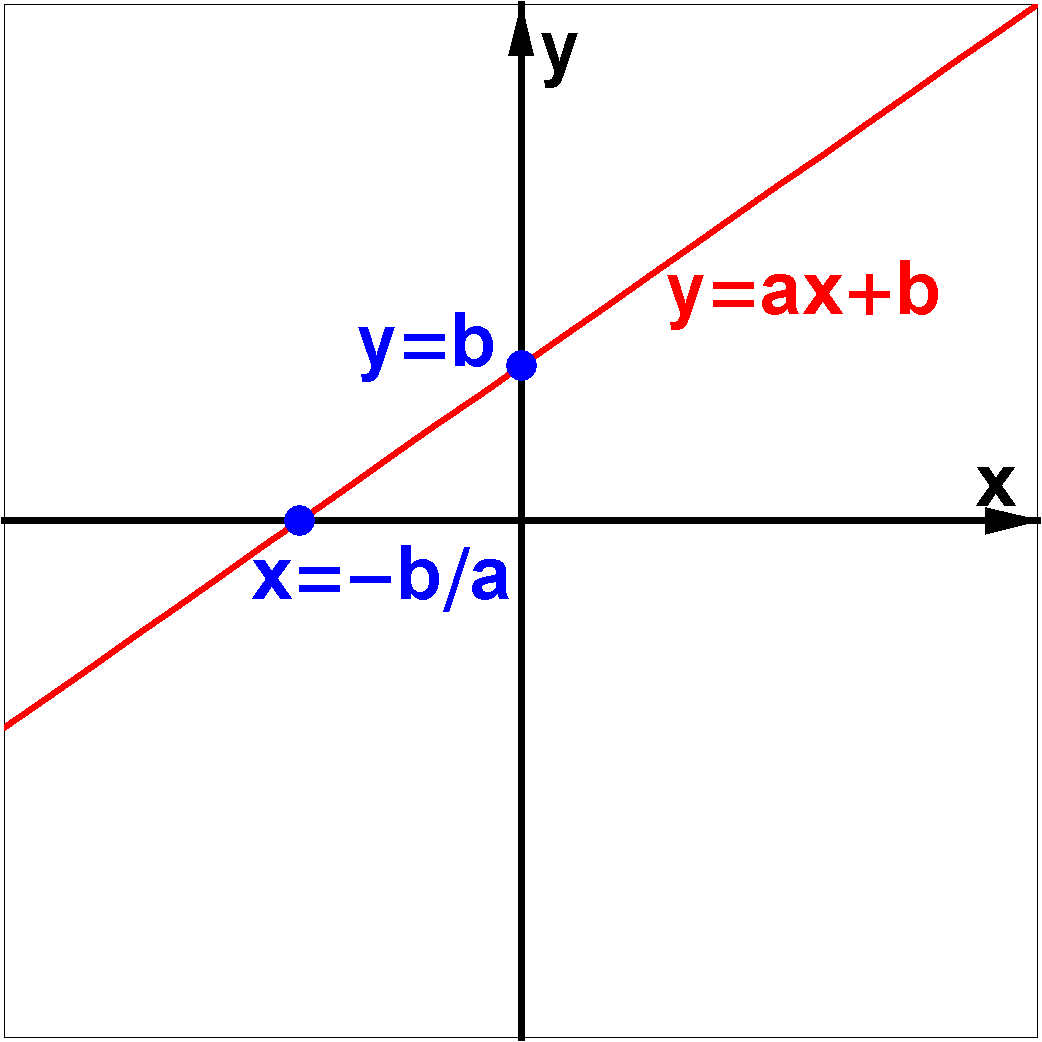
Sendo e coeficientes reais, com, o real é a única solução da equação linear

No caso de uma única indeterminada, uma equação linear assume a seguinte forma
{\displaystyle aX+b=0_{A},}
com {\displaystyle a,b\in A} e {\displaystyle a\neq 0_{A}}, sendo também normalmente chamada de equação do primeiro grau.
Adicionando o oposto aditivo de {\displaystyle b} a ambos os membros da equação, usando que a adição é associativa, que adição de um elemento com o seu oposto aditivo resulta no neutro aditivo e que a adição de um elemento qualquer com o neutro aditivo resulta no próprio elemento, obtém-se
{\displaystyle aX=-b.}
Se {\displaystyle A} é um anel com identidade e {\displaystyle a} um elemento invertível do anel, então multiplicando ambos os membros da equação acima por {\displaystyle a^{-1}} ganha-se {\displaystyle X=-a^{-1}b}, ou seja, a equação linear possui uma e só uma solução. Assim, nos anéis com divisão as equações lineares com uma única indeterminada possuem sempre uma única solução.
A condição de que o anel tenha unidade e o coeficiente {\displaystyle a} tenha inverso é suficiente, mas não necessária. Por exemplo, qualquer equação linear sobre o anel dos inteiros pares tem solução (sempre no próprio anel), muito embora o anel não possua elementos invertíveis nem elemento unidade.
Se uma equação {\displaystyle aX+b=0_{A}} possui solução no anel {\displaystyle A}, desde que {\displaystyle a} não seja um divisor de {\displaystyle 0_{A}}, a solução da equação é única. Realmente, se {\displaystyle a} não é divisor de zero no anel {\displaystyle A} e {\displaystyle c_{1}} e {\displaystyle c_{2}} são duas soluções da equação {\displaystyle aX+b=0_{A}}, então {\displaystyle (ac_{1}+b)-(ac_{2}+b)=0_{A}-0_{A}} implica {\displaystyle a(c_{1}-c_{2})=0_{A},}
ou seja, necessariamente {\displaystyle c_{1}-c_{2}=0_{A}} e, assim, {\displaystyle c_{1}=c_{2}}.
A falta de unicidade de solução no anel {\displaystyle A} para uma equação {\displaystyle aX+b=0_{A}}, em que {\displaystyle a\neq 0_{A}} e {\displaystyle a} é divisor de zero, fica clara quando se escolhe um {\displaystyle q\in A} tal que {\displaystyle aq=0_{A}}. Assim, se {\displaystyle c} é solução da equação, tem-se {\displaystyle a(q+c)+b=(aq+ac)+b=0_{A}+(ac+b)=0_{A}}, ou seja, neste caso {\displaystyle q+c} também é solução da equação.
Exemplos
- A equação {\displaystyle 2X+3=0} não tem solução no anel dos inteiros, mas tem solução, única, no anel dos racionais ({\displaystyle -{\frac {3}{2}}\in \mathbb {Q} } é a única solução da equação);
- {\displaystyle {\frac {\sqrt {2}}{3}}\in \mathbb {R} } é a única solução da equação {\displaystyle 3X-{\sqrt {2}}=0};
- {\displaystyle 82\in 2\mathbb {Z} } é a única solução da equação linear {\displaystyle 4X-328=0}. É solução porque {\displaystyle 4\times 82-328=328-328=0} e é única porque o anel {\displaystyle 2\mathbb {Z} } não possui divisores de {\displaystyle 0};
- A equação linear {\displaystyle {\overline {3}}X+{\overline {3}}={\overline {0}}} em {\displaystyle \mathbb {Z} _{9}} tem solução, mas não solução única. Por um lado, note que {\displaystyle {\overline {3}}\times {\overline {2}}+{\overline {3}}={\overline {6}}+{\overline {3}}={\overline {9}}={\overline {0}}}, ou seja, {\displaystyle {\overline {2}}} é solução da equação. Por outro, {\displaystyle {\overline {3}}\times {\overline {3}}={\overline {9}}={\overline {0}}}, isto é, {\displaystyle {\overline {3}}} é divisor de zero em {\displaystyle \mathbb {Z} _{9}} e, assim, {\displaystyle {\overline {3}}+{\overline {2}}={\overline {5}}} também é uma solução da equação.

## Equação linear a duas ou mais indeterminadas
Uma equação linear a duas ou mais indeterminadas, diferentemente de uma equação linear a uma indeterminada, que possui no máximo uma solução, pode ter um número infinito de soluções. Na verdade, sempre que uma equação linear a duas ou mais indeterminadas possuir uma solução sobre um anel infinito, possuirá infinitas soluções nesse anel. Por exemplo, uma equação diofantina linear pode ou não ter solução, mas se tiver, terá infinitas soluções (decorrência de que o anel dos inteiros {\displaystyle \mathbb {Z} } é infinito).

### Equações sobre corpos
Uma equação linear {\displaystyle a_{n}X_{n}+\cdots +a_{1}X_{1}+a_{0}=0} sobre um corpo {\displaystyle \mathbb {K} } sempre tem solução e todas as suas soluções são n-uplas de elementos do corpo.
Por exemplo, o coeficiente {\displaystyle a_{n}\neq 0} (e todos os outros não-nulos) de {\displaystyle a_{n}X_{n}+\cdots +a_{1}X_{1}+a_{0}=0} possui inverso em {\displaystyle \mathbb {K} }, de modo que 
{\displaystyle a_{n}X_{n}+\cdots +a_{1}X_{1}+a_{0}=0\Longleftrightarrow X_{n}=-a_{n}^{-1}a_{n-1}X_{n-1}-\cdots -a_{n}^{-1}a_{1}X_{1}-a_{n}^{-1}a_{0}.}
Portanto,
{\displaystyle \{(t_{1},\ldots ,t_{n-1},-a_{n}^{-1}a_{n-1}t_{n-1}-\cdots -a_{n}^{-1}a_{1}t_{1}-a_{n}^{-1}a_{0}):t_{1},\ldots ,t_{n-1}\in \mathbb {K} \}\subseteq \mathbb {K} ^{n}}
é o conjunto-solução da equação.
Na descrição do conjunto-solução, escreveu-se a n-ésima indeterminada em função das n-1 primeiras e variou-se estas arbitrariamente para obter todas as soluções da equação. Contudo, poder-se-ia ter escrito qualquer uma das n indeterminadas em função das demais; obteria-se assim o mesmo conjunto-solução.

## Equações lineares reais e espaços euclideanos
Dados vetores {\displaystyle \mathbf {a} =(a_{1},\ldots ,a_{n})} e {\displaystyle \mathbf {b} =(b_{1},\ldots ,b_{n})} do espaço vetorial euclideano n-dimensional {\displaystyle \mathbb {R} ^{n}}, tem-se, da definição de produto interno usual,
{\displaystyle a_{1}b_{1}+\cdots +a_{n}b_{n}-\langle \mathbf {a} ,\mathbf {b} \rangle =0.}
Assim, fixado um real {\displaystyle \alpha }, o conjunto-solução da equação linear sobre {\displaystyle \mathbb {R} }
dada por {\displaystyle a_{1}X_{1}+\cdots +a_{n}X_{n}-\alpha =0},
{\displaystyle \{(X_{1},\ldots ,X_{n})\in \mathbb {R} ^{n}:a_{1}X_{1}+\cdots +a_{n}X_{n}-\alpha =0\},}
é o conjunto de todos os vetores {\displaystyle \mathbf {x} =(X_{1},\ldots ,X_{n})\in \mathbb {R} ^{n}} tais que
{\displaystyle \langle \mathbf {a} ,\mathbf {x} \rangle =\alpha }. Em particular, o conjunto-solução da equação linear homogênea {\displaystyle a_{1}X_{1}+\cdots +a_{n}X_{n}=0},
{\displaystyle \{(X_{1},\ldots ,X_{n})\in \mathbb {R} ^{n}:a_{1}X_{1}+\cdots +a_{n}X_{n}=0\},}
é o complemento ortogonal do subespaço vetorial gerado por {\displaystyle \mathbf {a} =(a_{1},\ldots ,a_{n})\in \mathbb {R} ^{n}}, comummente denotado por {\displaystyle \mathbf {a} ^{\perp }}.
De forma equivalente, o conjunto-solução da equação {\displaystyle a_{1}X_{1}+\cdots +a_{n}X_{n}-\alpha =0} é a imagem inversa {\displaystyle f^{-1}(\alpha )} em que {\displaystyle f:\mathbb {R} ^{n}\rightarrow \mathbb {R} } é o funcional linear definido por {\displaystyle (X_{1},\ldots ,X_{n})\mapsto a_{1}X_{1}+\cdots +a_{n}X_{n}} e, em particular, {\displaystyle f^{-1}(0)=\mathbf {a} ^{\perp }}.